# Faro de Marbella
El faro de Marbella es un faro marítimo de arribada a puerto. Situado en Marbella, provincia de Málaga, España. 

## Historia
Fue proyectado en 1861 por el ingeniero Antonio Molina y comenzó a funcionar el 15 de marzo de 1864. Es automático, eléctrico y encendido por célula foto-eléctrica. 
Altura: 29 m. Señales luminosas: 2 destellos cada 14,5 segundos. Alcance teórico: 22 millas marinas.